# Максиміліано Салас
Максиміліано Салас (ісп. Maximiliano Salas, нар. 1 грудня 1997, Курусу-Куатія) — аргентинський футболіст, нападник клубу «Расінг» (Авельянеда). Виступав також за мексиканський клуб «Некакса» та чилійські клуби. Володар Південноамериканського кубка. Переможець Рекопи Південної Америки.

## Ігрова кар'єра
Максиміліано Салас народився 1997 року в місті Курусу-Куатія, та є вихованцем футбольної школи клубу «Олл Бойз». У 2016 році Салас розпочав грати в основній команді клубу, в якій грав до 2018 року, взявши участь у 74 матчах чемпіонату. Протягом 2018—2019 років футболіст грав у складі чилійського клубу «О'Хіггінс».
У 2019 році Максиміліано Салас став гравцем мексиканського клубу «Некакса», в якому грав до 2022 року", та був основним гравцем атакувальної ланки команди. Протягом 2022—2023 років аргентинський нападник грав у складі чилійського клубу «Палестіно».
З 2024 року Максиміліано Салас грає у складі аргентинського клубу «Расінг» (Авельянеда). У складі команди нападник у 2024 році став володарем Південноамериканського кубка, а в 2025 році став переможцем Рекопи Південної Америки.

## Титули і досягнення
- Володар Південноамериканського кубка (1):

«Расінг» (Авельянеда): 2024
- Переможець Рекопи Південної Америки (1):

«Расінг» (Авельянеда): 2025